# 滨州市
滨州市，简称滨，是中华人民共和国山东省下辖的地级市，位于山东省北部，渤海西岸。市境东接东营市，南接淄博市，西南达济南市，西邻德州市，北临渤海。地处黄河三角洲腹地，黄河、小清河、潮河、徒骇河、马颊河为区域内主要河流。滨州是孙武故乡（乐安孙氏）。也是民间传说天仙配中董永故乡。山东地方剧种吕剧发源于滨州市吕艺镇。滨州是渤海革命老区中心区、黄河三角洲面积最大人口最多的行政区和核心区。地处黄河三角洲高效生态经济区、山东半岛蓝色经济区和环渤海经济圈，是国家卫生城市，市人民政府驻滨城区黄河五路385号。

## 历史

### 上古史
商朝时期，滨州市境属蒲姑国（今博兴县）、於陵国（今邹平市长山镇)；周时以蒲姑国故土为基础建立齐国，分封姜太公为齐王，由此，境内长期属齐国，其间市境内另有千乘国（今博兴县）存在。秦灭六国，于此地设齐郡。两汉时期，市境属渤海、平原、齐三郡。其中惠民一带属平原郡，无棣、阳信、滨城、沾化一带属渤海郡，邹平、博兴和滨城南部属齐郡。三国两晋南北朝时期，境内属于割据地带，建制较为混乱，市境以黄河为界分属乐陵郡、乐安郡。

### 中世史
隋开皇六年（586年）置棣州，治阳信县；大业二年（606年）改置沧州，次年改为渤海郡，治所在惠民县何坊。唐废渤海郡，武德四年（621年）复置棣州，不久废，境内的惠民、阳信、滨城、沾化一带属棣州；贞观十七年（643年）复置，治厌次县（今惠民县东南）；垂拱四年（688年）析蒲台、厌次两县地置渤海县，治今滨州市东，属棣州，其辖地即滨城区一带，《太平寰宇记》曰：“以在渤海之滨为名”，属棣州；天宝五年（746年）以其地咸卤，治所西迁至今滨州城区北。五代时期，境内大部属棣州。棣州治所在惠民县一带。五代后汉置赡国军，后周显德三年（956年），割棣州的渤海县、蒲台县各一部分置滨州，治所在渤海县。宋朝、金朝时，棣州治所在惠民县城，滨州治所在渤海县城。
元朝时，棣州领厌次、阳信、无棣、商河四县；滨州领渤海、沾化、利津三县。至元二年（1265年）移治今滨州城区。明初，废棣州，再复置棣州，再改棣州为乐安州，后改武定州，领阳信、海丰和乐陵、商河四县；洪武元年（1368年）废渤海县入滨州，领蒲台、沾化和利津三县。武定州（棣州）、滨州均属济南府。清朝初期，沿袭明朝。清雍正二年（1724年），武定州、滨州升为山东省布政司直隶州，领县袭明制；雍正十二年（1734年），武定州升为武定府，滨州降为散州，隶属武定府，并置惠民县，为武定府附郭县。武定府领滨州和惠民、阳信、海丰、沾化、蒲台、青城以及乐陵、利津、商河共一州九县。

### 近代史
民国二年（1913年）废武定府，改滨州为滨县，境内各县均属岱北道。1914年，改海丰县为无棣县，改岱北道为济南道，境内各县隶属济南道。1925年10月置武定道，治惠民，辖惠民、阳信、滨县、无棣、利津、沾化、乐陵、蒲台、商河、青城县，共10个县。1928年废道制，各县直隶于省。1936年，设山东省第五区行政督察专员公署，专署驻惠民县，辖惠民、滨县、阳信、商河、高苑、青城、桓台、邹平、长山县，共9个县。其余各县仍直隶于省。抗日战争爆发，境内形成了国共两党和日伪统治三种政权并存的局面。1944年，全境属中共山东省渤海行署区（渤海老区）。各县分属渤海区的三专区、四专区、五专区、六专区，再分属三、四两专区，再改为清河专区和垦利专区。老区主体部分即为今滨州市，为沟通晋冀鲁豫的冲要，是第二次国共内战时期，中共山东解放区最重要的后勤基地和最大兵源地，期间渤海区先后进行四次较大规模的参军运动，约17.2万名渤海区青壮年参军入伍，占山东省同时期入伍人数的28%以上，分别编入四大野战军，仅整建制编入的就有：西北野战军第二纵队独立第六旅，华东野战军渤海纵队、第十纵队、特种兵纵队、两广纵队，东北野战军第六纵队。

### 现代史
1949年末，境内统属于山东省渤海区，渤海行署驻惠民县，辖地级德州市和垦利、清河、泺北、沧南4个专区，4个专区共1市40县，其中垦利专署驻阳信县，辖阳信、无棣、滨县、蒲台、利津、沾化、垦利、海滨、惠民县，共9县；清河专署驻桓台县，辖桓台、广饶、博兴、齐东、邹平、临淄、长山、高青、章历、寿光、益寿县和羊口市，共1市11县。
1950年1月，将海滨县辖区并入无棣县。1950年5月，撤销渤海行政区，对原辖专区进行调整，建立惠民专区，专区驻惠民县，辖惠民、阳信、无棣、沾化、滨县、蒲台、博兴、高青、齐东、利津、垦利、广饶共12县。
1953年，邹平、长山、桓台3县由淄博专区划归惠民专区。1956年，撤销德州专区，将所属的乐陵、商河、临邑、济阳、德平5县划归惠民专区管辖。撤销长山、高青、蒲台、垦利等县，将长山县辖区划入邹平县，高青县辖区划入齐东县，蒲台县辖区划入博兴县，垦利县辖区划入利津县。1958年12月，撤销利津县，将其辖区划入沾化县；撤销阳信县，将其辖区划入无棣县；撤销滨县，将其辖区域划归惠民县；撤销齐东县，将其辖区划入博兴、邹平县；撤销桓台县，将其辖区划入博兴县。将惠民专区与淄博市合并为淄博专区，专区驻张店。原惠民专区的乐陵、临邑、商河、济阳4县划归聊城专区。
1961年，经过频繁的分合撤并，恢复旧县，复置惠民专区，至年底，惠民专区辖惠民、阳信、无棣、沾化、滨县、博兴、高青、利津、垦利、广饶、邹平、桓台共12县。1967年改称惠民地区。1982年，析滨县北镇、博兴县小营人民公社和蔡寨人民公社朱全镇管理区建立县级滨州市。由此，惠民地区辖滨州市和惠民、阳信、无棣、沾化、滨县、博兴、高青、利津、垦利、广饶、邹平、桓台共1市12县。1983年10月，分出地级东营市，东营市辖利津、垦利、广饶3个县以及沾化、博兴、广饶划出部分组成的东营、河口、牛庄3个区，桓台县划归淄博市。由此，惠民地区辖滨州市和滨县、惠民、阳信、无棣、沾化、博兴、邹平、高青共1市8县。1987年2月，撤销滨县并入滨州市。1989年12月，高青县划归淄博市。至此，惠民地区辖滨州市和惠民、阳信、无棣、沾化、博兴、邹平共1市6县，区划稳定下来。1992年3月，惠民地区更名为滨州地区，2000年6月，撤销滨州地区，改设滨州市，县级滨州市改为滨城区，2014年9月，沾化县改为沾化区。由此，滨州市辖滨城区、沾化区和惠民、阳信、无棣、博兴、邹平县，共2区5县。

## 地理

### 位置
滨州市位于山东省北部、黄河三角洲腹地、渤海湾西南岸，北通大海、东临东营市、南连淄博市、西南与济南市交界、西与德州市接壤、西北隔漳卫新河与河北省海兴县、黄骅市相望。全市境域横跨黄河两岸，地理坐标为：北纬36°41′～38°16′，东经117°15′～118°37′，东西最大跨径120公里，南北最大跨径175公里，总面积9453平方公里。

### 地形
滨州市处于华北新生代沉降区东南部的济阳拗陷中。新生代的下覆基岩是古生代的沉积地层和前震旦纪变质岩系，由数条北东东向断裂分割成几个小的断块，基本无中生代地层，新生代地层直接覆盖于古生代地层之上，断块凹陷形成新生代凹陷盆地，沉积了全套巨厚的新生代地层，该地层为海相、湖相和冲积相碎屑的互层沉积，含大量有机物，有利于石油生成。除邹平南部山区外，全市表层大部为第四纪沉积覆盖，小清河以南处于鲁中山区北麓冲积平原的中尾部，是洪积和冲积平原的叠交地带，其洪积冲积地层厚度一般在100～200米。小清河以北属黄河冲积沉积，厚度多在200～400米之间，其中小清河与黄河之间最厚，达400米。长期以来，济阳拗陷区属沉降地带，地壳一直处在一面下陷，一面为河流冲积物填充的状态，尤其是黄河的多泥沙河流的冲积作用占优势，冲积速度大于地壳沉降速度，形成了广大的冲积平原。
滨州市地势南高北低，大致上由西南向东北倾斜，渐次过渡到大海。以小清河为界，全境呈现南北两种不同类型的地貌特征。小清河以南的邹平南部长白山脉属泰沂山区北麓的低山丘陵区，地势高峻，其主峰摩诃顶海拔826.8米，是全市最高点，其余均为山前倾斜平原，地势平缓，间有缓岗与洼地，海拔高程一般在8～800米。小清河以北为黄河冲积平原，海拔高程一般在1～20米，总体上地势低平，由于历史上黄河多次改道和决口泛滥，造成沉积物交错分布，加上河流冲刷、海潮内浸、自然侵蚀和人类活动的影响，形成了低岗、缓坡、浅洼相间，微地貌差异明显的大平小不平的地貌特征。

### 水文
- 黄河
- 小清河水系：小清河、孝妇河、杏花河、支脉河
- 海河水系：徒骇河、德惠新河、马颊河、漳卫新河、秦口河、潮河

### 气候
| 滨州市气象数据（1971年至2000年） | 滨州市气象数据（1971年至2000年） | 滨州市气象数据（1971年至2000年） | 滨州市气象数据（1971年至2000年） | 滨州市气象数据（1971年至2000年） | 滨州市气象数据（1971年至2000年） | 滨州市气象数据（1971年至2000年） | 滨州市气象数据（1971年至2000年） | 滨州市气象数据（1971年至2000年） | 滨州市气象数据（1971年至2000年） | 滨州市气象数据（1971年至2000年） | 滨州市气象数据（1971年至2000年） | 滨州市气象数据（1971年至2000年） | 滨州市气象数据（1971年至2000年） |
| 月份                             | 1月                              | 2月                              | 3月                              | 4月                              | 5月                              | 6月                              | 7月                              | 8月                              | 9月                              | 10月                             | 11月                             | 12月                             | 全年                             |
| -------------------------------- | -------------------------------- | -------------------------------- | -------------------------------- | -------------------------------- | -------------------------------- | -------------------------------- | -------------------------------- | -------------------------------- | -------------------------------- | -------------------------------- | -------------------------------- | -------------------------------- | -------------------------------- |
| 历史最高温 °C（°F）              | 14.7 (58.5)                      | 22.5 (72.5)                      | 25.7 (78.3)                      | 31.9 (89.4)                      | 39.8 (103.6)                     | 39.0 (102.2)                     | 39.1 (102.4)                     | 35.8 (96.4)                      | 34.6 (94.3)                      | 31.0 (87.8)                      | 24.4 (75.9)                      | 18.2 (64.8)                      | 39.8 (103.6)                     |
| 平均高温 °C（°F）                | 2.7 (36.9)                       | 5.8 (42.4)                       | 12.2 (54.0)                      | 20.5 (68.9)                      | 26.1 (79.0)                      | 30.8 (87.4)                      | 31.3 (88.3)                      | 30.0 (86.0)                      | 26.3 (79.3)                      | 20.3 (68.5)                      | 11.8 (53.2)                      | 4.8 (40.6)                       | 18.6 (65.4)                      |
| 日均气温 °C（°F）                | −3.3 (26.1)                      | −0.6 (30.9)                      | 5.8 (42.4)                       | 13.9 (57.0)                      | 19.7 (67.5)                      | 24.7 (76.5)                      | 26.5 (79.7)                      | 25.2 (77.4)                      | 20.2 (68.4)                      | 13.8 (56.8)                      | 5.6 (42.1)                       | −0.9 (30.4)                      | 12.5 (54.5)                      |
| 平均低温 °C（°F）                | −7.8 (18.0)                      | −5.4 (22.3)                      | 0.4 (32.7)                       | 7.8 (46.0)                       | 13.6 (56.5)                      | 18.8 (65.8)                      | 22.2 (72.0)                      | 21.1 (70.0)                      | 15.1 (59.2)                      | 8.5 (47.3)                       | 0.7 (33.3)                       | −5.2 (22.6)                      | 7.5 (45.5)                       |
| 历史最低温 °C（°F）              | −21.2 (−6.2)                     | −21.4 (−6.5)                     | −16.6 (2.1)                      | −2.5 (27.5)                      | 4.6 (40.3)                       | 10.8 (51.4)                      | 12.5 (54.5)                      | 12.6 (54.7)                      | 5.0 (41.0)                       | −3.6 (25.5)                      | −12.9 (8.8)                      | −20.0 (−4.0)                     | −21.4 (−6.5)                     |
| 平均降水量 mm（）                | 4.2 (0.17)                       | 7.7 (0.30)                       | 10.1 (0.40)                      | 23.1 (0.91)                      | 39.3 (1.55)                      | 70.3 (2.77)                      | 184.3 (7.26)                     | 135.4 (5.33)                     | 44.0 (1.73)                      | 31.9 (1.26)                      | 13.5 (0.53)                      | 4.8 (0.19)                       | 568.6 (22.4)                     |
| 平均降水天数（≥ 0.1 mm）         | 2.2                              | 2.8                              | 3.6                              | 5.1                              | 5.6                              | 7.3                              | 12.3                             | 9.4                              | 6.2                              | 4.9                              | 4.1                              | 2.4                              | 65.9                             |
| 来源：中国天气网                 |                                  |                                  |                                  |                                  |                                  |                                  |                                  |                                  |                                  |                                  |                                  |                                  |                                  |

### 自然资源
滨州市拥有未利用土地224万亩，已探明矿产资源32种。其中能源矿产4种，分别为煤、石油、天然气、地热；金属矿产7种，分别为铁、铜（伴生钼、金、银、锌、铅）；非金属矿产16种，分别为磷、硫铁矿、石膏、重晶石、铸型用砂（石英砂）、建筑用砂、贝壳砂、高岭土、耐火黏土、麦饭石、砖瓦用黏土、建筑用玄武岩、饰面用玄武岩、建筑用花岗岩（滨州青）、岩盐、天然卤水；水气矿产3种，分别为地下水、矿泉水、二氧化碳气。滨州市拥有未利用土地224万亩，黄河流经境域94公里，小清河、徒骇河等水网密布，湿地资源居全省第四位。拥有海岸线长126.44公里，滩涂和芦苇湿地17万公顷、负5米浅海面积20万公顷、宜盐面积9.6万公顷。

### 主要环境数据
全市环境质量状况特征表现为：
- 全市环境空气中主要污染物为细颗粒物。滨州市城区空气质量良好天数为174天，占全年的47.7％。其中国控监测点空气质量良好天数为172天。
- 滨州市城区全年无酸雨，降水质量较好。
- 全市省控以上11条河流的16个断面中有13个断面达到和好于Ⅴ类水质标准。其中6个国家“水十条”考核断面全部达标，化学需氧量和氨氮2项主要指标与上年相比均有所改善。24个市控重点考核断面中有14个断面达到V类水质要求。与上年可比的23个断面中，有10个断面水质好转。
- 全市13处生活饮用水水源地有12处水质符合国家饮用水水源地水质标准。与上年相比，水质基本持平。
- 全市近岸海域水质达到二类海水功能区要求。与上年相比，近岸海域水质有所好转。其中无机氮年均值下降35.2%，化学需氧量年均值下降13.1%。
- 全市7县区昼、夜间城市道路交通噪声强度均为二级以上。昼间区域声环境质量沾化区、惠民县、无棣县、阳信县、滨城区均为二级以上；夜间区域声环境质量惠民县、阳信县、沾化区、无棣县均为二级以上。1至4类功能区声环境质量除滨城区4a类功能区夜间等效声级超标外，其余功能区声环境质量昼、夜间等效声级平均值均达到相应功能区标准。[5]

#### 环境空气质量状况
- 城区环境空气质量状况

滨州市城区设有7个环境空气自动站，城区环境空气质量未达到国家《环境空气质量标准》（GB/T3095-2012）中二级标准要求。二氧化硫浓度为22微克/立方米，达到二级标准；二氧化氮浓度为39微克/立方米，达到二级标准；可吸入颗粒物浓度为98微克/立方米，超二级标准0.40倍；细颗粒物浓度为54微克/立方米，超二级标准0.54倍；一氧化碳浓度为1.8毫克/立方米，达到二级标准；臭氧浓度209微克/立方米，超二级标准0.31倍。与上年相比，可吸入颗粒物、细颗粒物、二氧化硫、二氧化氮、一氧化碳浓度均有所下降，臭氧浓度有所升高。
2018年滨州市城区空气质量综合指数为6.05，比上年下降了11.4%。
- 滨州市城区环境空气质量日报

滨州市城区（以省控以上监测点统计）空气质量良好天数174天（其中：优29天），占总天数的47.7%，比上年减少9天（主要是由臭氧和二氧化氮引起的污染天数增加所致）；轻度污染133天，比上年增加15天；中度污染45天，比上年增加1天；重度污染以上11天，比上年减少9天。其中以国控监测点统计良好天数为172天，比上年减少13天。
细颗粒物作为首要污染物的天数95天，占监测总天数的26.0%，比上年减少36天；可吸入颗粒物作为首要污染物的天数64天，占17.5%，比上年减少16天；二氧化氮作为首要污染物的天数22天，占6.0%，比上年增加9天；臭氧作为首要污染物的天数为158天，占43.3%，比上年增加35天。
- 9县（市、区）环境空气质量

9个县（市、区）中空气质量由好到差依次是北海新区、沾化区、高新区、阳信县、市区、无棣县、惠民县、博兴县、邹平市。

#### 城市降水
滨州市共采集降水样品57个，降水总量为745.9毫米，未出现酸雨。降水pH值范围为6.25～7.27，电导率范围为0.40～58.0毫西门子/厘米，电导率年均值为5.52毫西门子/厘米。
降水中阴离子含量依次是硫酸根＞硝酸根 ＞氯离子＞氟离子，硫氧化物仍然是我市降水酸化的主要因素；降水中阳离子含量依次是铵离子＞钙离子＞钠离子＞钾离子＞镁离子。
与上年相比，滨州市年降水量增加了44.0％，电导率年均值增加了12.6％。

#### 地表水环境
- 全市河流水质概况

全市11条河流16个断面中，Ⅱ类水质断面2个，占总断面数的 12.5%；Ⅳ类水质断面5个，占31.3%；Ⅴ类水质断面6个，占37.5%；劣Ⅴ类水质断面3个，占18.8%。与上年相比，Ⅱ类断面比例降低1.8个百分点，Ⅳ类断面比例降低16.4个百分点，Ⅴ类断面比例升高18.5个百分点，劣Ⅴ类断面比例升高4.5个百分点。总体水质中度污染；与上年相比，水质有所下降。
- 主要流域水质状况

海河流域7条河流9个断面中，Ⅱ类水质断面2个，占总断面数的22.2%；Ⅳ类水质断面3个，占33.3%；Ⅴ类水质断面3个，占33.3%；劣Ⅴ类水质断面1个，占11.1%。与上年相比，水质无明显变化，Ⅳ类断面比例降低11.1个百分点，Ⅴ类断面比例升高11.1个百分点。
小清河流域4条河流7个断面中，Ⅳ类水质断面2个，占小清河流域断面总数的28.6%；Ⅴ类水质断面3个，占42.9%；劣Ⅴ类水质断面2个，占28.6%。与上年相比，水质无明显变化；Ⅳ类断面比例下降26.0个百分点，Ⅴ类断面比例升高24.7个百分点，劣Ⅴ类断面比例降低1.3个百分点。
- 重点考核断面水质状况

全市6个国家“水十条”考核断面全部达标，其中Ⅱ类水质断面2个，占考核断面数的33.3%；Ⅴ类水质断面4个，占66.7%。化学需氧量和氨氮均值分别为25.3毫克/升和0.66毫克/升，与上年相比均有所改善。
全市小清河和海河流域24个重点河流考核断面中，有14个断面达到V类水质标准要求。与上年可比的23个断面中，有10个断面水质好转，占监测断面总数的43.5％。
与上年相比，化学需氧量年均值降低的断面14个，占监测断面总数的60.9％；升高的断面9个，占监测断面总数的39.1％。
与上年相比，氨氮年均值降低的断面13个，占监测断面总数的56.5％；升高的断面10个，占监测断面总数的43.5％。
- 生活饮用水水源地

滨州市13处生活饮用水水源地中地表水水源地有9处，分别为滨城区的东郊水库和西海水库、惠民县的孙武湖水库、阳信县的幸福水库、无棣县的三角洼水库、月湖水库和芦家河子水库、沾化区的河贵水库、思源湖，9处地表水水源地均无超标项目检出，水质均符合Ⅲ类标准。地下水水源地有4处，分别为邹平市自来水公司、邹平市自来水公司城南水厂、邹平市农村自来水公司和博兴县自来水厂。除博兴县自来水厂3月份因地质原因影响，氟化物出现超标，其他3处地下水水源地均无超标项目检出，水质均符合Ⅲ类标准。
综上所述，滨州市13处生活饮用水水源地有12处水质符合国家饮用水源地水质标准，与上年相比，水质无明显变化。
- 近岸海域环境

滨州市近岸海域水质达到二类海水标准，海水功能区达标率为100％。
各监测指标按监测次数计算，非离子氨、石油类、化学需氧量、铜、铅、镉和砷全部符合一类海水标准；无机氮一类、二类、三类海水比例各占33.3%；溶解氧与活性磷酸盐一类海水比例均占66.7%，二类海水比例均占33.3%；pH值一类海水比例占66.7%，三类海水比例占33.3%；汞一类海水比例占33.3%，二类海水比例占66.7%。
与上年相比，近岸海域水质有所好转。其中无机氮年均值下降35.2%，化学需氧量年均值下降13.1%。

#### 声环境
- 道路交通噪声

滨州市7县(市、区)共监测有效路段157个，路段总长度283.1千米。昼间平均等效声级值范围在55.2～68.2分贝之间，城市道路交通噪声强度博兴县为二级；其余6县(市、区)均为一级。夜间平均等效声级值范围在47.6～59.9分贝之间，城市道路交通噪声强度滨城区为二级；其余6县(市、区)均为一级。
- 区域声环境质量

滨州市7县(市、区)有监测点位825个。区域声环境质量昼间平均等效声级范围在48.2～63.0分贝之间，其中沾化区平均等效声级为48.2分贝，区域声环境质量为一级。惠民县、无棣县、阳信县、滨城区平均等效声级分别为51.2、52.8、53.4、53.7分贝，区域声环境质量均为二级。博兴县平均等效声级为55.9分贝，区域声环境质量为三级。邹平市平均等效声级为63.0分贝，区域声环境质量为四级。
区域声环境质量夜间平均等效声级范围在42.8～54.7分贝之间，其中惠民县、阳信县、沾化区、无棣县平均等效声级分别为42.8、44.0、44.1、44.3分贝，区域声环境质量为二级。滨城区、博兴县平均等效声级为45.7、47.6分贝，区域声环境质量为三级。邹平市平均等效声级为54.7分贝，区域声环境质量为四级。
- 功能区声环境质量

滨州市7县 (市、区)共有监测点位46个。1至4a类功能区声环境质量昼间平均等效声级范围分别为47.5～53.0分贝、53.1～60.4分贝、49.4～62.7分贝、50.6～68.2分贝；夜间平均等效声级范围分别为36.9～44.1分贝、42.8～51.2分贝、35.0～53.0分贝、45.6～55.1分贝，除滨城区4a类功能区夜间等效声级超标外，其余功能区声环境质量昼、夜间等效声级平均值均达到相应功能区标准。

## 政治

### 现任领导
| 机构     | · 中国共产党 · 滨州市委员会 | 滨州市人民代表大会 常务委员会 | 滨州市人民政府    | · 中国人民政治协商会议 · 滨州市委员会 |
| 职务     | 书记                        | 主任                          | 市长              | 主席                                  |
| -------- | --------------------------- | ----------------------------- | ----------------- | ------------------------------------- |
| 姓名     | 宋永祥                      | 宋永祥                        | 李春田            | 范连生                                |
| 民族     | 汉族                        | 汉族                          | 汉族              | 汉族                                  |
| 籍贯     | 山东省莱阳市                | 山东省莱阳市                  | 黑龙江省桦川县    |                                       |
| 出生日期 | 1967年5月（57—58歲）        | 1967年5月（57—58歲）          | 1972年3月（53歲） | 1967年10月（57歲）                    |
| 就任日期 | 2022年1月                   | 2022年2月                     | 2022年1月         | 2022年2月                             |

### 历任领导
| 市委书记 - 王宗廉（2000年11月－2002年12月） - 孙德汉（2002年12月－2008年1月） - 邓向阳（2008年2月－2013年3月） - 张光峰（2013年3月－2019年2月） - 佘春明（2019年2月－2022年1月） - 宋永祥（2022年1月－） | 市长 - 张执政（2000年11月－2002年3月） - 孙德汉（2002年3月－2002年12月） - 安世银（2002年12月－2006年12月） - 邓向阳（2006年12月－2008年2月） - 张光峰（2008年2月－2013年3月） - 崔洪刚（2013年3月－2018年5月） - 宇向东（2018年5月－2020年8月） - 宋永祥（2020年12月－2022年1月） - 李春田（2022年1月－） |

### 行政区划
滨州市现辖2个市辖区、4个县，代管1个县级市。
- 市辖区：滨城区、沾化区
- 县级市：邹平市
- 县：博兴县、惠民县、无棣县、阳信县

除正式行政区划外，滨州市还设立以下经济管理区：国家级滨州经济技术开发区、滨州高新技术产业开发区、北海新区。

## 人口
2022年末，滨州市常住人口为391.86万人。
根据2020年第七次全国人口普查，全市常住人口为3,928,568人。同第六次全国人口普查的3,748,474人相比，十年共增加了180,094人，增长4.8%，年平均增长率为0.47%。其中，男性人口为1,990,298人，占总人口的50.66%；女性人口为1,938,270人，占总人口的49.34%。总人口性别比（以女性为100）为102.68。0－14岁的人口为711,642人，占总人口的18.11%；15－59岁的人口为2,362,056人，占总人口的60.13%；60岁及以上的人口为854,870人，占总人口的21.76%，其中65岁及以上的人口为627,914人，占总人口的15.98%。居住在城镇的人口为2,343,282人，占总人口的59.65%；居住在乡村的人口为1,585,286人，占总人口的40.35%。

### 民族
全市常住人口中，汉族人口为3,896,609人，占99.19%；各少数民族人口为31,959人，占0.81%。与2010年第六次全国人口普查相比，汉族人口增加170,037人，增长4.56%，占总人口比例下降0.23个百分点；各少数民族人口增加10,057人，增长45.92%，占总人口比例增加0.23个百分点。

## 经济

### 概述
滨州市具有以纺织、化工、食品、装备制造、有色金属为主和新材料、新能源、海洋开发为辅的门类齐全的产业体系。电解铝产能、纺纱能力、粮食加工能力在中国大陆各城市中排名第一，粮食产业“滨州模式”；活塞、轮毂、环氧丙烷、玉米油、葡萄糖、坯布年产量以及金属板材生产规模、肉牛加工量、绳网市场份额为全国首位。高端铝、新型化工、家纺纺织、粮食加工和畜牧水产是滨州市的经济支柱。
滨州市有25个行业的产业集群。民营企业魏桥创业集团是世界500强企业，由已故山东首富张士平创立。5家企业入选中国企业500强，7家企业入选中国民企500强。有沾化冬枣、阳信鸭梨、无棣贝瓷等地理标志品牌和渤海汽车、西王/长寿花玉米油、香驰粮油、亚光纺织、愉悦家纺、向尚运动、中裕食品、滨州对虾、阳信肉牛、惠民蘑菇等品牌。有国家资源循环利用基地，鲁北集团、香驰集团、西王集团、滨化集团也是滨州市的代表企业。
滨州有境内外上市企业13家、外资企业150家。2018年，全市有各类市场主体30.12万户，规模以上工业企业1261家，高新技术企业124家，新引进世界500强企业7家。共有市级以上农业产业化龙头企业383家，其中国家级7家、省级67家；农民专业合作社7713个。无公害农产品、绿色食品、有机农产品和农产品地理标志总数为480个。滨州有中国厨都（博兴县）、中国铝谷（邹平市）、江北最大白蜡苗木基地（惠民县）、绳网之都（惠民县）、冬枣之乡（沾化区）、中国大陆第一肉牛产业大县（阳信县）。滨州也是多种水产品和海洋化工、盐化工生产基地，是全省最大的对虾苗种繁育基地、山东省第二大海盐生产基地和全国四大渔场之一（黄渤海湾渔场）。卤虫卵年加工量3000吨、占全国市场份额的70%。
2019年，全市生产总值（GDP）2457.19亿元，一般公共预算收入242.96亿元。居民人均可支配收入28517元，其中城镇居民人均可支配收入37378元、农村居民人均可支配收入为17480元。

### 工业
魏桥创业、京博集团、西王集团、渤海活塞、滨化集团、盟威集团、鲁北化工、渤海实业、滨农科技、山东创新集团、香驰控股、亚光集团、华纺股份、愉悦家纺、齐星集团、东方地毯、裕华集团、海得曲轴、青龙山水泥、皇冠厨业、华兴机械、在天塑料、京华汽贸、侨昌化学、隆达食品。
滨州港、滨州联通、滨州移动、交运集团。

## 文化
滨州有“九朝齐鲁重镇”“千年文化古城”之称，是黄河文化和齐文化的发祥地之一。在历史的积淀与传承中，先后形成并传承独具特色的兵学文化、孝文化、盐文化、家风文化、草柳编文化等文化品牌。滨州是吕剧、扽腔、渔鼓戏、东路梆子等戏曲的发源地。惠民泥塑、木版年画、胡集灯节书会以及滨州民间剪纸是滨州的民俗特色代表。滨州地方戏曲艺术家创作出吕剧《梨花雨》、京剧《游百川》等优秀创作剧目，有3部作品代表山东省参加全国少数民族文艺会演并获奖。有国家级非物质文化遗产项目9项、省级项目35项。有4乡镇入选“山东省民间文化艺术之乡”“中国民间文化艺术之乡”。有市级电台1个、电视台1个，县级广播电视台7个，广播电视覆盖率达100%。书画、摄影、收藏等各类文化协会300多个，业余文艺团队500多个，规模以上文化企业113家。
- 吕剧
- 滨州大剧院
- 齐国

## 旅游

### 古城
滨州横跨黄河两岸，北观沧海，南揽群岳。依山、拥河、向海是滨州的特色。境内有国家级自然保护区、国家级水利风景区、国家森林公园、国家城市湿地公园18处，A级旅游景区68家。其中，杜受田故居、鹤伴山国家级森林公园、孙武古城旅游区、黄河三角洲生态文化旅游岛、沾化冬枣生态旅游区、打渔张森林公园等4A级景区9处，醴泉寺风景区、碣石山等3A级景区47处。贝壳堤岛与湿地系统国家级自然保护区是世界上贝壳堤最完整、唯一的新老贝壳堤并存的以保护贝壳堤岛与湿地生态系统和珍稀濒危鸟类为主体的保护区，魏氏庄园是中国最大的清代城堡式民居。滨州是中国优秀旅游城市和中国乡村旅游最佳示范城市。
滨州现存不可移动文物449处，文物保护单位247处。其中，全国重点文物保护单位5处、省级文物保护单位49处。

### 自然景观
- 滨州贝壳堤岛与湿地国家级自然保护区
- 鹤伴山国家森林公园

### 全国重点文物保护单位
- 魏氏庄园
- 丁公遗址
- 龙华寺遗址
- 杨家盐业遗址群
- 丈八佛

### 山东省文物保护单位
- 滨州市境内的山东省文物保护单位列表

## 交通
滨州市为国家级公路运输主枢纽城市、环渤海综合交通枢纽城市，是连接苏、鲁、京、津的重要通道，全市通车公路总里程16912.6公里。长深、荣乌、青银、滨德、济滨东以及正在建设的秦滨等高速和穿越境内的205、220等国道构成高等级公路框架，德龙烟客运铁路、胶济铁路、济青高铁等与规划中的京沪高铁东线、济滨东城际铁路构成“三纵两横一城际”的铁路网，建有A1类大型通用机场，国家一类开放口岸滨州港。

### 铁路
- 济青高铁、德大铁路、黄大铁路、滨港铁路、博港铁路、邹平货运铁路专用线、北海铁路专用线
- 在建：济滨高铁、京沪高铁二通道、德滨高铁、环渤海高铁、滨淄高铁、胡集至里则专用线

### 航空

#### 机场
大高通用机场

#### 航空产业
- 大高航空城
- 滨奥飞机

### 公路

#### 高速公路
- 秦滨高速（秦皇岛—滨州）、 荣乌高速（荣成—乌海）、 青银高速（青岛—银川）、 青兰高速（青岛—兰州）、 长深高速（长春—深圳）、 东吕高速（东营—吕梁）
- 寿无高速（滨州—德州）、 滨台高速（滨州—济南）
- 在建：沾化至临沂高速公路、济南至高青高速公路

#### 国道
- 205国道、 220国道、 233国道、 308国道、 309国道、 339国道、 340国道、 516国道。

#### 省道
- 101省道、 228省道、 233省道、 234省道、 235省道、 236省道、 239省道、 309省道、 315省道、 316省道、 511省道、 519省道。

### 水路运输

#### 海运
- 滨州港

#### 内河航运
- 小清河
- 徒骇河

### 桥梁
滨州黄河大桥、滨州第四黄河大桥、滨州黄河公铁大桥、滨州黄河浮桥、青田浮桥、滨莱高速滨州黄河大桥、沾临高速滨州黄河大桥、乐安黄河公路大桥

## 教育

### 小学
- 滨城区：实验小学、第二实验小学、滨州学院附属小学、第一小学、第二小学、第三小学、第四小学、逸夫小学、第六小学、授田英才学园、玉龙湖小学、莲华学园
- 沾化区：第一实验小学、第二实验小学、第三实验小学
- 邹平市：黛溪小学、第一实验小学、第二实验小学、黄山实验小学、高新小学、开元小学、梁邹小学、开发区第三小学
- 博兴县：实验小学、第一小学、乐安实验学校小学部、第三小学、第四小学、第五小学、博奥学校小学部、第四中学小学部
- 惠民县：第一实验学校小学部、第二实验学校小学部、第三实验学校小学部、孙武街道中心小学、第一实验学校察院街校区小学部
- 无棣县：第一实验小学、第二实验小学、第三实验小学、第四实验小学、棣丰街道明德小学、棣州希贤学校小学部
- 阳信县：实验小学、第二实验小学、第一实验学校小学部、第三实验小学、玉友学校小学部、第二实验学校小学部、滨州外国语实验学校小学部

### 中学
- 滨城区：北镇中学、滨州实验学校、第一中学、第三中学、第四中学、第五中学、第六中学、第八中学、行知中学、首都师范大学附属滨州中学
- 沾化区：第一实验学校、第二实验学校初中部
- 邹平市：黛溪中学、黄山实验初中、梁邹实验初中、实验中学、开发区实验学校初中部、邹平双语学校初中部
- 博兴县：第一中学、第二中学、第三中学、实验中学、乐安实验学校初中部、第四中学、第五中学、第六中学、第七中学、博奥学校初中部
- 惠民县：实验中学、第二实验中学、孙武街道中学
- 无棣县：第一初级中学、第二初级中学、第三初级中学：
- 阳信县：实验中学、第二实验中学、第一实验学校初中部、第三实验中学、玉友学校初中部、第二实验学校初中部、幸福中学、滨州外国语实验学校初中部、鲁北英才学校

### 高校
- 滨州学院
- 滨州医学院滨州校区 / （筹建）山东第二医科大学滨州校区
- （在建）山东第一医科大学滨州校区
- 滨州职业学院
- 滨州技术学院
- 滨州技师学院
- （在建）渤海科技大学

## 宗教

### 佛教
- 兴国寺
- 丈八佛
- 大觉寺
- 玉佛寺
- 天王寺
- 龙泉寺
- 醴泉寺
- 唐李庵
- 峪胜庵
- 清河殿
- 无名寺(邹平)

### 道教
- 碧霞元君祠
- 碧霞宫
- 泰山行宫庙
- 平子庵
- 清玄观
- 长生观

### 伊斯兰教
- 刘庙清真北寺
- 刘庙清真南寺
- 五营清真寺
- 惠民清真寺
- 滨州清真寺

### 天主教
- 小刘天主教堂
- 秦董姜天主教堂
- 高庙李天主教堂
- 阎马天主教堂
- 伏田天主教堂
- 董杨天主教堂
- 太平天主教堂
- 西高天主教堂
- 刘寨天主教堂
- 奎山天主教堂
- 官窑天主教堂
- 小营天主教堂
- 姜楼天主教堂
- 邱李天主教堂
- 张郝天主教堂
- 坡庄天主教堂
- 高可贤主教
- 李明述主教

### 基督教新教
- 范集鸿文教堂
- 鸿文中学
- 鸿济医院
- 浸礼会邹平教区
- 浸礼会北镇教区

## 饮食及土特产

### 地方菜
台子火烧、青阳炒鸡、驴肉火烧、青阳宴席、马蹄火烧、杜桥豆腐皮、魏集全驴宴、邹平炸四鲜/崩四样、邢家锅子饼、魏集烧鸡、大山烧鸡、乔庄水煎包、西董豆腐、魏集驴肉、佘家锅子饼、沾化虾酱、清炖开凌梭、西瓜豆瓣酱、赵氏扒鸡、油煎锅贴、咸鸭蛋、千张粉皮、烧羊排、梨醋、韩记香肠、武定府酱菜、酸浆豆腐、

### 地方物产
渤海黑牛、洼地绵羊、渤海黑猪、渤海黑驴、汪子岛鳎麻鱼、对虾、麻大湖毛蟹、牡蛎、梭鱼、海蜇、文蛤、丰年虫、东方对虾、黄河刀鱼、王尔庄海蜇、梭子蟹、西董黑山羊、白山羊、冬枣、西红柿、青阳小米、山药、香椿、金丝小枣、鸭梨、联伍西瓜、大年陈蜜桃、芸豆、青阳柿子、麦饭石、紫花苜蓿、艾虎、麻大湖白莲藕、水杏、柿子、红鲜椒、短枝红富士苹果、西瓜、惠民蜜桃、黄河五道口大米、雁来红冬枣、张高水杏、小营大米、金丝鸭蛋、芝麻酥糖、虾皮、绣球干贝

### 手工艺品
贝瓷、水湾剪纸、皮鼓、天彩棉手织布、蜡杆家具、柳杈柳杆、苇帘、莛杆门帘、手工棉布、皂户李苗木

### 酒类
枣木杠酒、大山特曲、范公牌白酒、董郎家酒、董公酒、天地缘、武圣府酒，全信酒。

## 友好城市
- 纪之川市（日本）、 高阳市（韩国）、 任实郡（韩国）、 雷恩（法国）、 萨维尔纳（法国）、 奥里萨瓦（墨西哥）

- 邹平县： 小郡町（日本）
- 惠民县： 高阳市一山区（韩国）、 首尔市钟路区孝子洞（韩国）
- 沾化县： 高阳市德阳区（韩国）
- 无棣县： 理斯唐市（澳大利亚）
- 滨城区： 北海道川上郡弟子屈町（日本）